# Evcc
evcc (kurz für „Electric Vehicle Charge Controller“) ist ein Energiemanagementsystem für das intelligente Laden von Elektrofahrzeugen (EV). Die Anwendung ermöglicht es Nutzern, den Ladeprozess von Elektroautos an eigenen Wallboxen zu steuern und zu optimieren. evcc unterstützt verschiedene Ladeszenarien, darunter das Laden mit Photovoltaik-Überschussstrom (PV-Überschussladen), um die Nutzung erneuerbarer Energien und den Eigenverbrauch zu erhöhen. Die Software ist mit zahlreichen Wallboxen, Energiemanagementsystemen und Smart Home Geräten kompatibel. Eine Benutzeroberfläche sowie umfangreiche Integrationsmöglichkeiten wird mitgeliefert. evcc wird von einer aktiven Community als Open-Source-Software entwickelt und ist unter einer freien Lizenz verfügbar.

## Unterstützte Fahrzeuge, Wallboxen und andere Systeme
Zur Steuerung der Ladevorgänge kann evcc mit verschiedenen Fahrzeugen und Wallboxen über bestehende Schnittstellen der Hersteller oder flexible Drittkomponenten zugreifen. Wichtige Elemente sind hierbei der Ladestand, Ladeanschluss, Stromstärke und die zeitliche Optimierung im Zusammenhang mit Angebot (PV-Strom oder günstiger Netzstrom) und Nachfrage (gewünschte Fahrleistung des EV und andere Verbraucher im Haushalt).

### Fahrzeuge
Es werden Fahrzeuge unter anderem von Aiways, Audi, BMW, Ford, Kia, Stellantis, Mercedes, Tesla, Volvo, Polestar und Smart unterstützt.

### Wallboxen
Unterstütze Wallboxen für kommen unter anderem von den Herstellern ABB, Alfen, Audi, BMW, CUBOS, Easee, go-e, KEBA, Mennekes, openWB, SMA, Victron.

### Hausinstallation
Wichtige Haussysteme, die integriert werden, sind:
- Netzanschluss (Stromverbrauch und Einspeisung)
- Photovoltaik System (PV Strom Produktion)
- Hausbatterie System (Solarspeicher)
- andere (regelbare) Verbraucher

Zur Feststellung eines PV-Überschusses, der im Haushalt aktuell nicht verbraucht wird, integriert evcc vor allem mit einem  Stromzähler am Netzanschluss und der PV-Anlage. Aber auch andere Verbraucher und Batteriespeicher können einen wichtigen Einfluss haben, beziehungsweise in die Regelung einbezogen werden.

### Integrationen und Schnittstellen
Evcc lässt sich einbinden per REST API, MQTT Netzwerkprotokoll und in die Gebäudeautomation Home Assistant.

## Ladefunktionen

### Schnell
Die einfachste Form ist eine sofortige Aufladung des Elektroautos ohne Rücksicht auf den verfügbaren oder anderweitig benötigen Strom. Dies erfolgt mit dem maximal möglichen Ladestrom, der von Wallbox und Auto unterstützt wird.

### PV
Bei der PV-Ladung wird der Ladevorgang erst gestartet, wenn genug Überschuss von der PV-Anlage produziert wird, der ansonsten zum Beispiel ins Netz eingespeist würde. Dieser Modus ist vielfältig anpassbar. So kann der Ladevorgang durch verfügbaren Batteriestrom ergänzt werden oder auch Preisänderungen aus dynamischen Stromtarifen für günstigen Netzstrom in die Regelung einbeziehen.

### Min+PV
Je nach verwendeter Wallbox und Elektroauto variieren maximaler und minimaler Ladestrom. Typische Werte sind 6 A bis 16 A, dies entspricht einer Leistung von 1,4 kW bis 11 kW oder 22 kW bei 32 A. Bei Wallboxen, die nur 3-phasig laden können, steigt die minimale Ladeleistung auf das dreifache (4,1 kW). Bei kleineren PV-Anlagen oder ab Herbst sind diese PV-Leistungen gegebenenfalls nur selten erreichbar und ein reines Überschussladen nicht mehr ausreichend, um das Auto zu laden.
In diesem Fall lädt der Modus Min+PV das Auto mit einem Minimalstrom unabhängig vom PV-Ertrag. Bei auftretenden PV-Überschüssen erhöht evcc den Ladestrom entsprechend, um den Eigenverbrauch des Solarstroms sicherzustellen.